# Физическая подготовка

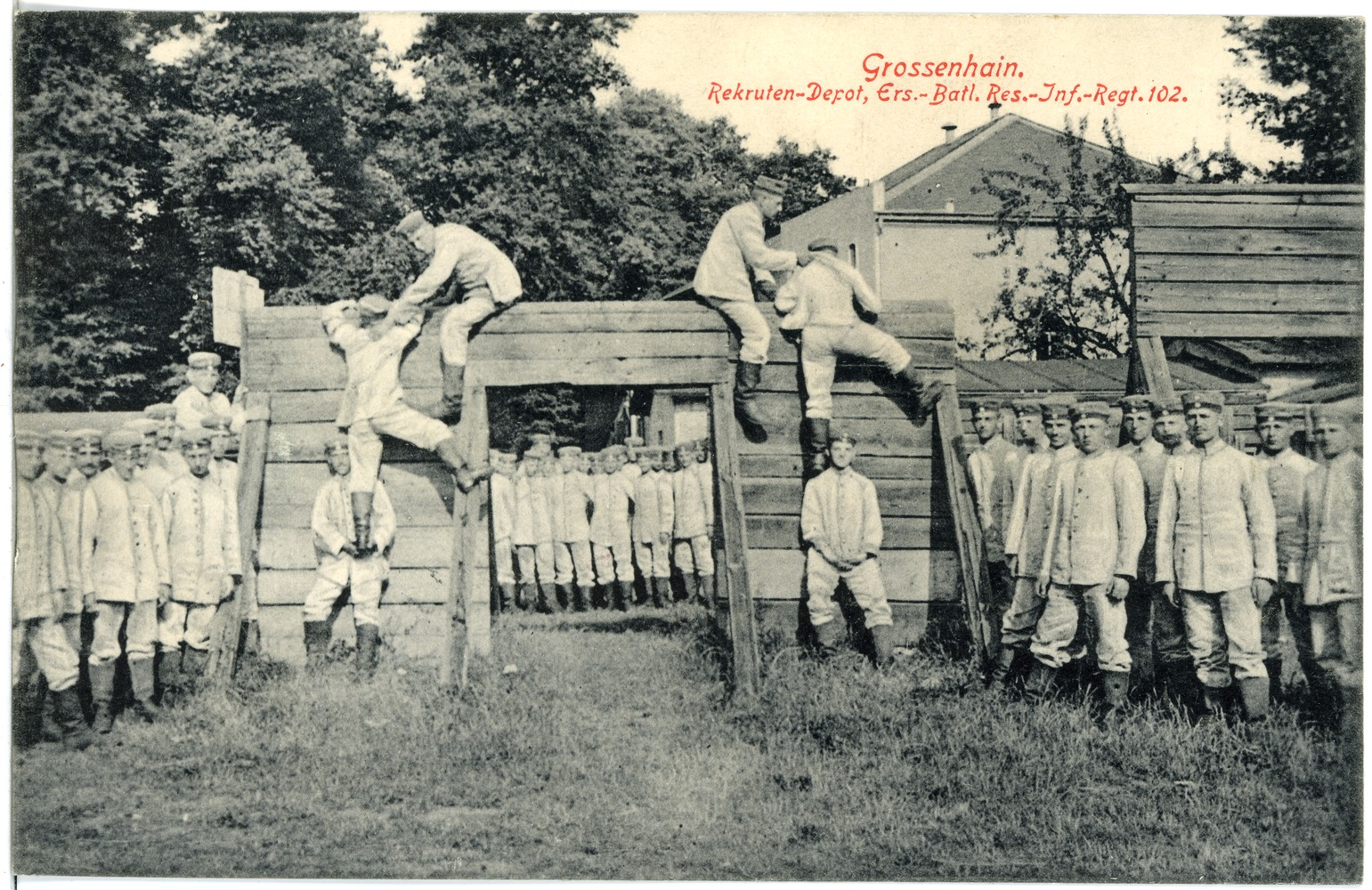
Занятие по физической подготовке в Германской имперской армии. Преодоление полосы препятствий. Гросенхайн, 1915

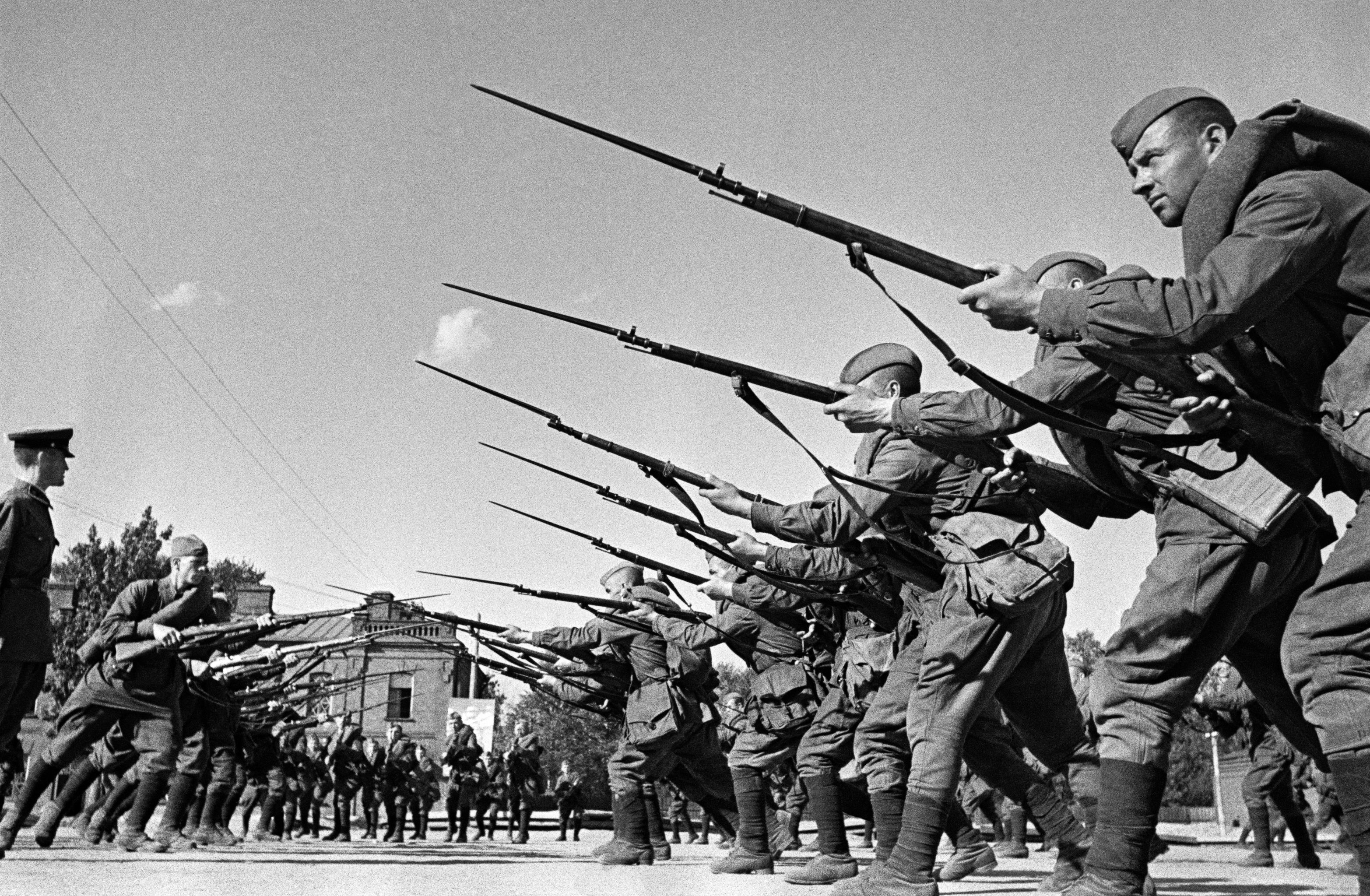
Обучение приёмам штыкового боя — элементу физической подготовки в Красной армии. Москва, 1941

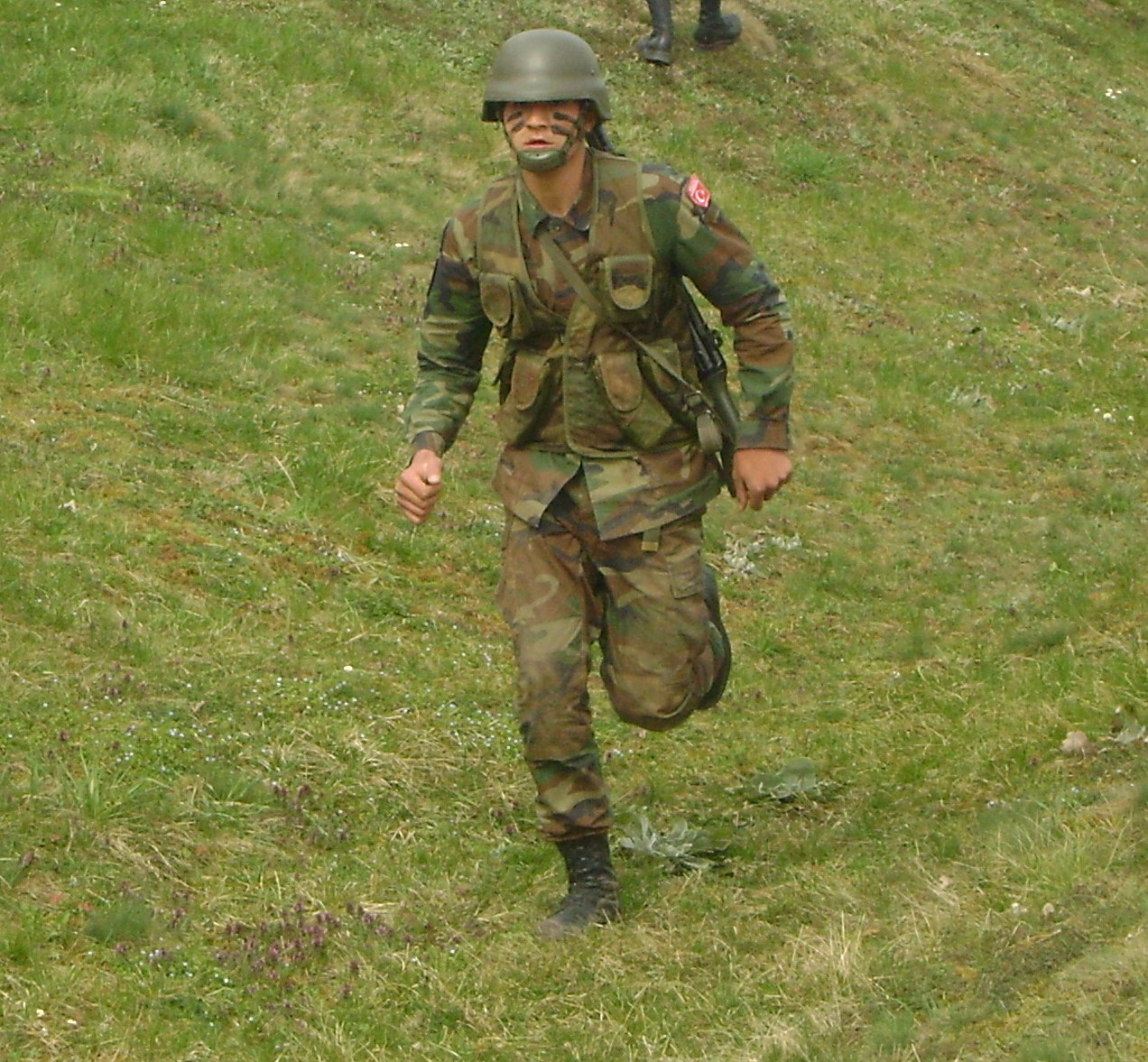
Кросс по пересечённой местности — обязательное упражнение по физической подготовке во всех армиях мира. На фото — солдат турецкой армии, 2012

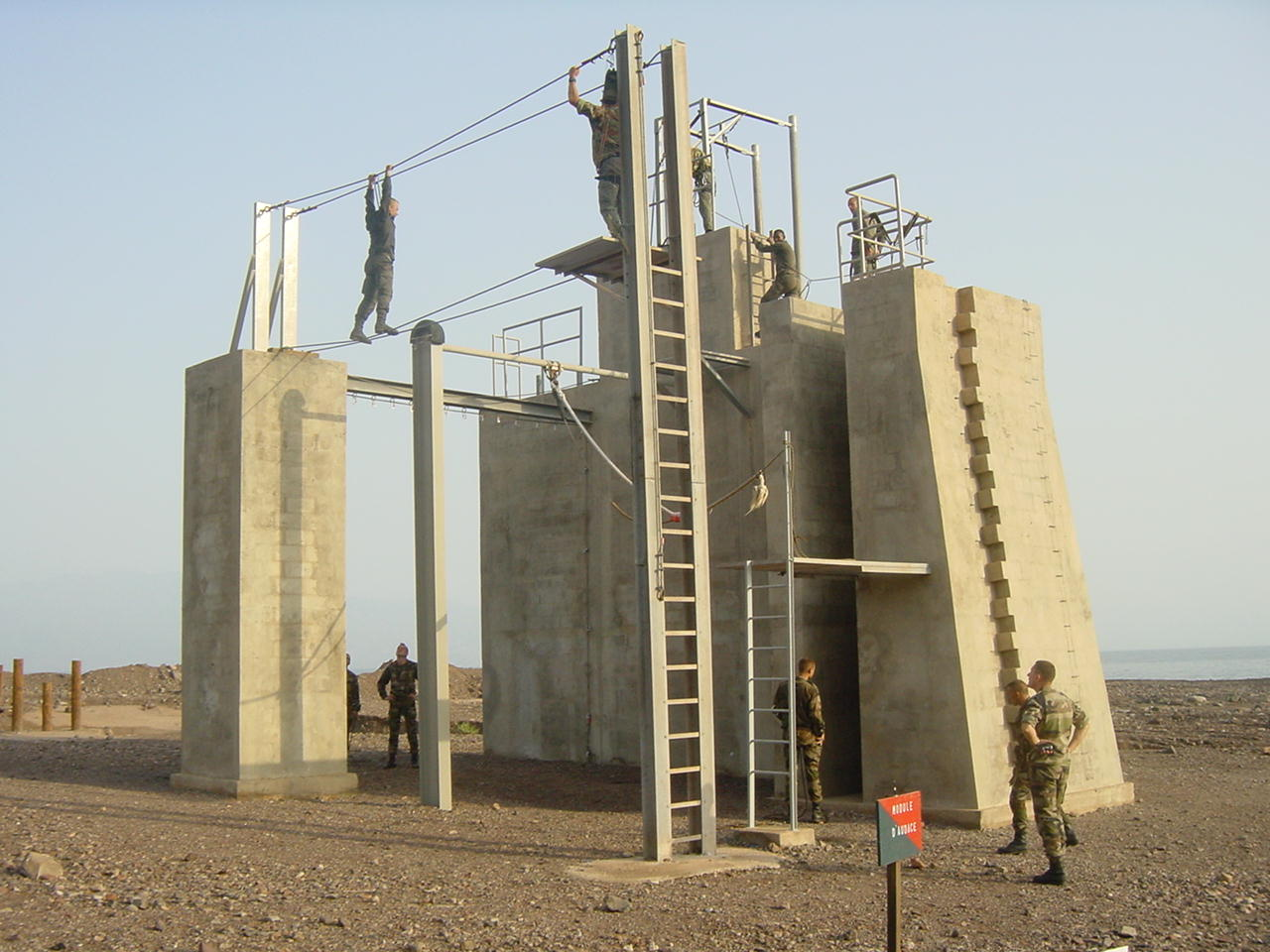
Упражнение по преодолению высотной полосы препятствий в Иностранном легионе Франции. Кроме физической подготовки, такая тренировка является элементом морально-психологической подготовки, помогающей в данном случае преодолеть боязнь высоты, Джибути, 2001

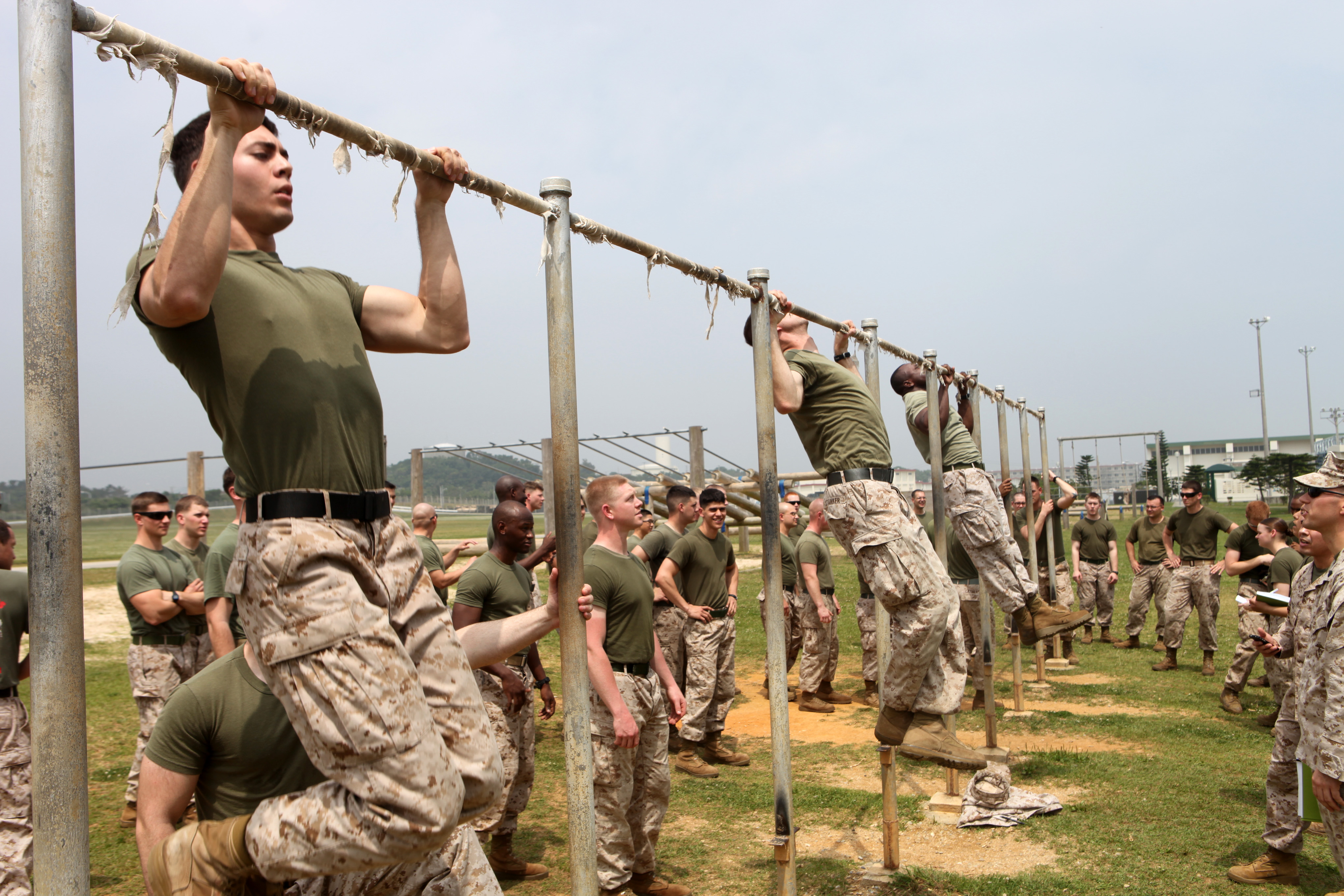
Подтягивания на турнике — обязательное упражнение по физической подготовке во всех армиях мира. На фото — морские пехотинцы США, Япония, 2012

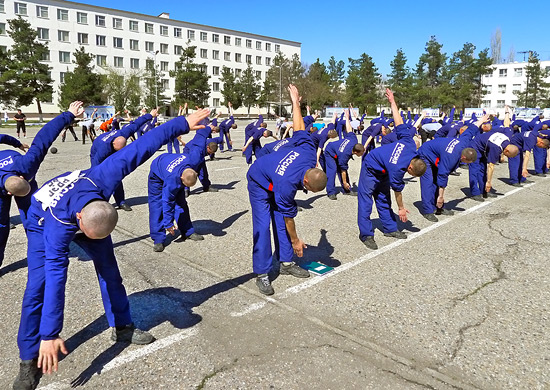
Утренняя зарядка в Российской армии. 201-я военная база, Таджикистан, 2015

Физи́ческая подгото́вка — комплекс мероприятий, служащий для физического развития военнослужащих в целях обеспечения их физической готовности к выполнению боевых задач и требований, обусловленных военной службой. Один из главных видов боевой подготовки личного состава вооружённых сил. Состоит из ОФП и СФП.

## Задачи физической подготовки
Физическая подготовка решает следующие задачи:
- Формирование здорового образа жизни
- Гармоничное физическое и духовное развитие
- Постоянное совершенствование у военнослужащих физических качеств
- Овладение военно-прикладными двигательными навыками
- Укрепление здоровья
- Повышение устойчивости организма к воздействию неблагоприятных факторов военно-профессиональной деятельности:
  - Укачивание
  - Перегрузки
  - Гиподинамия
  - Недостаток кислорода
  - Температурные колебания
- Воспитание смелости, решительности, настойчивости, упорства, эмоционально-волевой устойчивости
- Содействие боевому слаживанию воинских подразделений

## Формы и содержание физической подготовки
Содержание физической подготовки зависит от государственной принадлежности вооружённых сил, но в целом имеют сходные черты. Во всех армиях разных стран физической подготовке уделяется пристальное внимание. В зависимости от государства, она имеет свои особенности, обусловленные структурой вооружённых сил, системой комплектования, военными традициями и другими факторами.
К формам физической подготовки относят:
- Утренняя физическая зарядка
- Учебные занятия
- Физическая тренировка в процессе учебно-боевой деятельности

Утренняя физическая зарядка является ежедневным мероприятием, запланированным в распорядке дня кроме выходных и праздничных дней. Обычно проводят через некоторое время после подъёма личного состава на открытом воздухе по вариантам, которые чередуют.
Учебные занятия являются главной формой физической подготовки и проводят по нескольку часов в неделю в виде практических (учебно-методических, учебно-тренировочных, инструкторско-методических, показных) и теоретических занятий.
Практические занятия проводят как комплексно, так и по отдельным разделам физической подготовки и могут представлять собой следующие пункты:
- ускоренное передвижение (спортивная ходьба) и лёгкая атлетика (бег)
- гимнастика и атлетическая подготовка
- лыжная подготовка
- преодоление полосы препятствий
- военно-прикладное плавание
- рукопашный бой
- спортивные и подвижные игры

В процессе учебно-боевой деятельности, физическую подготовку осуществляют для сохранения работоспособности личного состава и создания условий для их активного отдыха в условиях дежурства, при длительном передвижении в транспортных средствах, в длительных походах в надводных кораблях и подводных лодках, во время нахождения в полевых укреплениях и укрытиях, а также при передвижении к местам занятий (полигоны, стрельбища) и обратно в пункт постоянной дислокации.
Организация спортивной работы в воинских частях включает в себя массовый спорт и подготовку сборных команд части и преследует цели повышения уровня физической подготовленности и спортивного мастерства, а также организацию содержательного досуга военнослужащих.
Главными формами спортивной работы являются:
- учебно-тренировочные занятия по спорту
- спортивные и военно-спортивные соревнования
- смотры спортивной работы
- спортивные праздники

## Нормативные акты регламентирующие физическую подготовку
В зависимости от принадлежности вооружённых сил, по своим методам, формам и содержанию физическую подготовку, а также её проверку и оценку различают и регламентируют нормативными актами.
В Вооружённых силах СССР нормативным документом, определявшим физическую подготовку, являлось «Наставление по физической подготовке». Для некоторых родов войск и специальных войск, с учётом их предназначения и боевого применения, разрабатывают отдельные программы боевой подготовки и особые руководства, которые направлены на выработку и совершенствование у личного состава наиболее важных военно-прикладных навыков, физических, психических и специальных качеств.
В Вооружённых силах Российской Федерации нормативным документом, определяющим физическую подготовку является «Наставление по физической подготовке в Вооруженных Силах Российской Федерации», утверждённые в 2009 году.

## Организация физической подготовки
Организация физической подготовки и контроль за её осуществлением являются прямой обязанностью командиров и их заместителей, штабов, органов воспитательной работы. Непосредственно, методическую работу и организационную работу по физической подготовке выполняют штатные специалисты по физической подготовке и спорту (инструкторами, начальником физической подготовки) воинских частей и других формирований.